# جمهوری سلا
جمهوری سلا یک دولت‌شهر بود که مدت کوتاهی در شهر سلا (مراکش کنونی) در خلال قرن ۱۷ حکومت کرد. این حکومت از دهانه رودخانه ابی‌رقاق توسط موریسکوها که از شهر هرناچس در غرب اسپانیا آمده بودند شروع شد. موریکسوها اعقاب و نوادگان مسلمانانی بودند که به صورت ظاهری به مسیحیت گرویده بودند و در طی تفتیش عقاید اسپانیایی تبعید شدند. فعالیت‌های تجاری اصلی این افراد تجارت برده و دزدی دریایی بود. این شهر اکنون بخشی از پادشاهی مراکش است.

## تاریخ
این جمهوری حرکت خود را در اوایل قرن هفدهم با رسیدن حدود ۳٬۰۰۰ موریسکو ثروتمند از هرناچس در غرب اسپانیا آغاز کرد. تفاوت‌های فرهنگی و زبانی بین مردم بومی سلا و مهاجران موریسکویی آن مهاجران را بر آن داشتند تا در شهر قدیمی در رباط واقع در ساحل مخالف ابی‌رقاق ساکن شوند. دزدان دریایی در ساحل غربی رشد کردند و عملیات خود را در سراسر مدیترانه و اقیانوس اطلس گسترش دادند. درسال ۱۶۲۴ دریانورد هلندی به نام جان جانزون که نام رئیس مراد شناخته می‌شود رئیس جمهوری سلا شد. پس از اینکه جانزون در سال ۱۶۲۷ آنجا را ترک کرد، مهاجران قدرت سلطان زیدان الناصر بن أحمد را به رسمیت نشناختند و و از پرداخت عشریه به سهم خود امتناع ورزیدند. حکومت خودخوانده آنان توسط یک دیوان که متشکل از ۱۲ تا ۱۴ نفر از افراد سرشناس تشکیل شده‌بود اداره می‌شد. اعضای این دیوان هر سال در ماه مه یک حاکم جدید برای یک سال انتخاب می‌کرد.